# Emporia (Virginie)
Pour les articles homonymes, voir Emporia.
Emporia est une ville indépendante de Virginie, aux États-Unis, siège du comté de Greensville.

## Source
- (en) Cet article est partiellement ou en totalité issu de l’article de Wikipédia en anglais intitulé « Emporia, Virginia » (voir la liste des auteurs).